# Hypnodendron marginatum
Hypnodendron marginatum là một loài Rêu trong họ Hypnodendraceae. Loài này được (Hook. f. & Wilson) Lindb. ex A. Jaeger & Sauerb. mô tả khoa học đầu tiên năm 1861.